# 伊万诺夫卡农村居民点 (沃罗涅日州)
伊万诺夫卡农村居民点（俄语：Ивановское сельское поселение）是俄罗斯联邦沃罗涅日州帕尼诺区所属的一个农村居民点。其下辖有4个居民点，行政中心为第一伊万诺夫卡。据2016年统计，该农村居民点的人口为932人。